# Голдыревка
Голдыревка (прежнее название — Верхняя Арганча, иногда Голдырёвка, через «Ë») —  упразднённая в 1995 году деревня на территории Шемахинского сельского поселения в Нязепетровском районе Челябинской области России.

## География
Находилась на левом берегу реки Арганча.

## История
Основана не позднее 1870 года. Первоначально имела название Верхняя Арганча.
По состоянию на 1970 год в деревне проживало 183 жителя и работало отделение Межевского совхоза.
Согласно Постановлению Челябинской областной думы № 307 от 21.12.1995 г. была исключена из учётных данных.

## Население
- 1970 год — 183 чел.